# Бисер Иванов
Бисер Иванов — Легендата е бивш български футболист, национален състезател.
Като футболист играе като полузащитник, състезава се за ФК Чирпан, ФК Левски (Елин Пелин), Велбъжд (Кюстендил), Спартак (Пловдив), ПФК Марек (Дупница) и ПФК Левски (София), с който е трикратен шампион на България (1999/2000; 2000/2001; 2001/2002) и трикратен носител на Купата на България (1999/2000; 2001/2002; 2002/2003).
През 2003 година е продаден от Левски в кипърският Анортозис, където кариерата на талантливия защитник поема надолу.
През 2006 година вече е начело на клуба от град Елин Пелин, където е играещ треньор. Бил е треньор на тима от „В“ АФГ – ФК Левски (Елин Пелин).